# Challenger de Mouilleron-le-Captif 2013
El Internationaux de Tennis de Vendee 2013 fue un torneo de tenis profesional que se jugó en pistas duras. Se trató de la 1ª edición del torneo que forma parte del ATP Challenger Tour 2013. Tuvo lugar en Mouilleron-le-Captif, Francia entre el 14 y el 20 de octubre.

## Jugadores participantes del cuadro de individuales

### Cabezas de serie
| Favorito | País                | Jugador         | Ranking1 | Posición en el torneo |
| -------- | ------------------- | --------------- | -------- | --------------------- |
| 1        | Bandera de Francia  | Michaël Llodra  | 57       | Semifinales           |
| 2        | Bandera de Francia  | Nicolas Mahut   | 69       | FINAL                 |
| 3        | Bandera de Francia  | Guillaume Rufin | 94       | Baja                  |
| 4        | Bandera de Francia  | Marc Gicquel    | 105      | Segunda ronda         |
| 5        | Bandera de Canadá   | Frank Dancevic  | 137      | Primera ronda         |
| 6        | Bandera de Ucrania  | Illya Marchenko | 139      | Primera ronda         |
| 7        | Bandera de Alemania | Dustin Brown    | 140      | Cuartos de final      |
| 8        | Bandera de Alemania | Michael Berrer  | 164      | CAMPEÓN               |

- 1 Se ha tomado en cuenta el ranking del día 30 de septiembre de 2013.

### Otros participantes
Los siguientes jugadores ingresaron al cuadro principal invitados por la organización del torneo (WC):
- Michaël Llodra
- Hugo Nys
- Lucas Pouille
- Maxime Teixeira

Los siguientes jugadores ingresaron al cuadro principal tras participar en la fase clasificatoria (Q):
- Andrés Artunedo
- Stéphane Bohli
- Andrej Martin
- Tim Puetz

## Campeones

### Individual Masculino
- Michael Berrer derrotó en la final a  Nicolas Mahut 1-6, 6-4, 6-3

### Dobles Masculino
- Fabrice Martin /  Hugo Nys derrotaron en la final a  Henri Kontinen /  Adrián Menéndez-Maceiras 3-6, 6-3, [10-8]